# Funan (Fuyang)

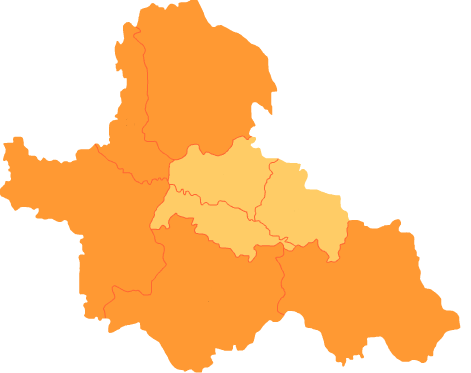
Lage des Kreises Funan im Gebiet der bezirksfreien Stadt Fuyang

Funan (chinesisch 阜南县, Pinyin Fùnán Xiàn) ist ein Kreis der bezirksfreien Stadt Fuyang in der chinesischen Provinz Anhui. Funan hat eine Fläche von 1.817 km² und zählt rund 1.201.000 Einwohner (Stand: Ende 2018).

## Administrative Gliederung
Funan setzt sich aus 21 Großgemeinden und acht Gemeinden zusammen. Diese sind:
| Großgemeinde Lucheng (鹿城镇), Hauptort, Sitz der Kreisregierung; Großgemeinde Caoji (曹集镇); Großgemeinde Chaiji (柴集镇); Großgemeinde Dicheng (地城镇); Großgemeinde Fangji (方集镇); Großgemeinde Hongheqiao (洪河桥镇); Großgemeinde Huanggang (黄岗镇); Großgemeinde Huilong (会龙镇); Großgemeinde Jiaobei (焦陂镇); Großgemeinde Liugou (柳沟镇); Großgemeinde Miaoji (苗集镇); Großgemeinde Santaji (三塔集镇); Großgemeinde Tianji (田集镇); Großgemeinde Wanghua (王化镇); | Großgemeinde Wangjiaba (王家坝镇); Großgemeinde Wangyan (王堰镇); Großgemeinde Xincun (新村镇); Großgemeinde Zhangzhai (张寨镇); Großgemeinde Zhaoji (赵集镇); Großgemeinde Zhonggang (中岗镇); Großgemeinde Zhuzhai (朱寨镇); Gemeinde Duanying (段郢乡); Gemeinde Gaotai (郜台乡); Gemeinde Gongqiao (公桥乡); Gemeinde Laoguan (老观乡); Gemeinde Longwang (龙王乡); Gemeinde Wangdianzi (王店孜乡); Gemeinde Xutang (许堂乡); Gemeinde Yuji (于集乡). |